# Henry Hoyle Howorth
Sir Henry Hoyle Howorth KCIE FRS (Lisboa, 1 de juliol de 1842 – Londres, 15 de juliol de 1923) fou un polític conservador britànic, advocat, i historiador i geòleg. Va néixer a Lisboa perquè el seu pare, un comerciant, estava allí en aquell moment.
Fou elegit al Parlament Britànic el 1886 pel partit conservador, dins la tendència unionista. Fou reelegit el 1892 i 1895 i es va retirar el 1900. Va escriure sobre els mongols, sobre el cristianisme a Anglaterra i sobre geologia. Fou fet cavaller de l'Imperi de l'Índia el 1892 i Fellow de la Reial Societat el 1893. Es va casar amb Katherine Brierley el 1869 i va tenir tres fills. Va quedar vidu el 1921 i va morir dos anys després.